# قائمة الخلفاء الفاطميين
خلفاء الدولة الفاطمية هم خلفاء إحدى دول الخلافة الإسلامية، والوحيدةُ من بينها التي اتخذت من المذهب الإسماعيلي الشيعي مذهباً لها، ويدعي خلفاؤها الانتساب إلى علي بن أبي طالب وفاطمة الزهراء وإليها يعود اسم «الفاطمية». قامت هذه الدولة في بلاد المغرب، ثم ضمت مناطق وأقاليم واسعة في شمال أفريقيا والشرق الأوسط، فامتد نطاقها من المغرب إلى مصر، ثم توسعت فضمت جزيرة صقلية والشام والحجاز، فأصبحت أكبر دولة استقلَت عن الدولة العباسية. انقسم الشيعة بعد موت الإمام جعفر الصادق إلى فرق كثيرة أهمها وأكبرها فرقتان، الأولى هي الإمامية «الإثني عشر» وهم الذين جعلوا الإمامة في ابنه موسى الكاظم، ثم في الأئمة من بنيه إلى الإمام الثاني عشر محمد المهدي، والثانية هي الإسماعيلية «الباطنية» وهم الذين جعلوا الإمامة في ابنه إسماعيل، ثم في الأئمة من بنيه، وإلى الفرقة الثانية ينتسب خلفاء الفاطميين.:125:127
نشط الإسماعيلية في بث دعوتهم أكثر من غيرهم خاصة في الأنحاء القاصية مثل اليمن وبلاد المغرب، ففي النصف الثاني من القرن الثالث الهجري كان في بلاد المغرب داعيان هما الحلواني وأبو سفيان، وفي اليمن داعيان هما ابن حوشب وأبو عبد الله الشيعي، ولما علم ابن حوشب بموت الحلواني وأبو سفيان، أوفد عبد الله الشيعي إلى بلاد المغرب، فأصبح المؤسس الحقيقي للدولة الفاطمية في المغرب، فبعد ثلاث سنوات من وصوله إليها سنة 291هـ/903م بدأ جهوده الحربية، وأرسل إلى عبيد الله المهدي الإمام الإسماعيلي صاحب الدعوة يستدعيه من الشام، ولكن قبض عليه قبل أن يصل إليه. وفي سنة 296هـ تم لأبى عبد الله الشيعي النصر النهائي على الولايات القائمة في شمال أفريقيا (دولة بني مدرار في سجلماسة، دولة بني رستم في تاهرت، دولة الأغالبة في أفريقية «تونس»)، وأطلق سراح عبيد الله المهدي، فقاد الجيش بنفسه ودخل مدينة رقادة سنة 297هـ، وخطب باسمه على منابر رقادة والقيروان بعد أن قضى نهائياً على ملك الأغالبة، ولقب بأمير المؤمنين.:131:132
أثار نجاح الفاطميين في تكوين دولتهم عداء الخلافتين السنيتين القائمتين في ذلك الوقت، العباسية في المشرق، والأموية في الأندلس، فشنتا عليهم حرباً شعواء تمحورت حول الطعن في نسبهم الذي لم يصل فيه المؤرخون إلى رأي حاسم إلى يومنا هذا في الفترة ما بين وفاة جعفر الصادق إلى قيام الدولة الفاطمية. وإلى هذا الشك يرجع بعض المؤرخين السبب في النزاع الذي دار بين عبيد الله المهدي وقائده أبو عبد الله الشيعي والذي انتهى بمقتل الأخير بعد قيام الدولة بنحو عام.:125:132 سيرت الدولة الفاطمية في بلاد المغرب ثلاث حملات إلى مصر للاستحواذ عليها وإنهاء تبعيتها للخلافة العباسية، كان أولها في 301هـ/913م - 302هـ/914م، وثانيها في 307هـ/919م - 309هـ/921م وكلاهما في عهد الخليفة المهدي، وردهما مؤنس الخادم قائد الخليفة العباسي المقتدر بالله، أما الحملة الثالثة فكانت في 323هـ/934م في عهد الخليفة القائم بأمر الله وردها محمد بن طغج الإخشيد قائد الخليفة العباسي الراضي بالله. نجح الفاطميين في ضم مصر سنة 358هـ من خلال حملتهم الرابعة في عهد الخليفة المعز لدين الله على يد قائده جوهر الصقلي، وانتقل إلى مصر مقر الحكم الفاطمي بانتقال المعز لدين الله إليها سنة 362هـ.:103:139

## القائمة
| الرقم                        | اللقب                        | الكنية                       | الاسم                        | اللاحقة الاسمية | السن وفترة الحكم | نبذة عنه وعن أبرز أحداث عهده |
| الخلفاء الفاطميين في إفريقية | الخلفاء الفاطميين في إفريقية | الخلفاء الفاطميين في إفريقية | الخلفاء الفاطميين في إفريقية | الخلفاء الفاطميين في إفريقية | الخلفاء الفاطميين في إفريقية | الخلفاء الفاطميين في إفريقية |
| ---------------------------- | ---------------------------- | ---------------------------- | ---------------------------- | --- | --- | --- |
| 1                            | المهدي                       | أبو محمد                     | عبيد الله                    | اختلف المؤرخون حول نسبه، فبعضهم يرى أنه يصل إلى إسماعيل بن جعفر الصادق كما يدعي الفاطميين أنفسهم، فيما يرى البعض الآخر خلاف ذلك      | (فترة الحكم) 297هـ/909م - 322هـ/934م المدة: 25 سنةً (العمر) 259هـ - 322هـ السن عند تولي الحكم: 38 سنةً السن عند الوفاة: 63 سنةً                              | قيل أن ولادته بسلمية من أرض الشام سنة 259هـ أو سنة 260هـ، وقيل ولد بالكوفة. توفي بالمهدية سنة 322هـ، وأخفى ابنه القائم بأمر الله موته سنة. سير إلى مصر حملتين في 301هـ/913م - 302هـ/914م، و307هـ/919م - 309هـ/921م، ردهما مؤنس الخادم قائد الخليفة العباسي المقتدر بالله.:ج1ص68:73:ت:311:115:141:163 |
| 2                            | القائم بأمر الله             | أبو القاسم                   | محمد                         | ابن عبيد الله | (فترة الحكم) 322هـ/934م - 334هـ/945م المدة: 12 سنةً (العمر) 277هـ - 334هـ السن عند تولي الحكم: 45 سنةً السن عند الوفاة: 57 سنةً                              | ولد بسلمية من أرض الشام في محرم 280هـ أو سنة 277هـ، توفي سنة 334هـ، وأخفى ابنه المنصور بنصر الله موته خوفاً من أن يعلم أبو يزيد قائد الثورة على الفاطميين في بلاد المغرب. سير جيشاً إلى مصر هزمه القائد محمد بن طغج الإخشيد قائد الخليفة العباسي الراضي بالله.:ج1ص74:87:ت:311:115:141:163 |
| 3                            | المنصور بنصر الله            | أبو الطاهر                   | إسماعيل                      | ابن محمد بن عبيد الله | (فترة الحكم) 334هـ/945م - 341هـ/952م المدة: 7 سنواتٍ (العمر) 303هـ - 341هـ السن عند تولي الحكم: 31 سنةً السن عند الوفاة: 38 سنةً                             | ولد بالمهدية في 1 جمادى الآخرة 303هـ، وقيل ولد بالقيروان سنة 302هـ، وقيل سنة 301هـ، توفي سنة 341هـ. كان فصيحاً بليغاً حاد الذهن وشجاعاً عاقلاً. قاتل أبو يزيد بعد موت أبيه القائم بأمر الله حتى سقط في يده ومات، وخرج عليه من بعده عدة خوارج فظفر بهم.:ج1ص85:92:ت:311:115:141:163 |
| 4                            | المعز لدين الله              | أبو تميم                     | معد                          | ابن إسماعيل بن محمد بن عبيد الله | (فترة الحكم) 341هـ/952م - 362هـ/972م المدة في إفريقية: 21 سنةً                                                                                             | ولد بالمحمدية في 11 رمضان 319هـ. فتحت مصر في عهده سنة 358هـ على يد قائده جوهر الصقلي. وانتقل إلى مصر مقر الحكم الفاطمي بانتقال المعز لدين الله إليها سنة 362هـ. ناوش القرامطة حدود ملكه فردهم.:ج1ص93:235:ت:311:115:141:163:68:71 |
| الخلفاء الفاطميين في مصر     |                              |                              |                              | | | |
| 4                            | المعز لدين الله              | أبو تميم                     | معد                          | ابن إسماعيل بن محمد بن عبيد الله | (فترة الحكم) 362هـ/972م - 365هـ/975م المدة في مصر: 3 سنواتٍ المدة الكلية: 24 سنةً (العمر) 319هـ - 365هـ السن عند تولي الحكم: 22 سنةً السن عند الوفاة: 46 سنةً | انظر السابق |
| 5                            | العزيز بالله                 | أبو منصور                    | نزار                         | ابن معد بن إسماعيل بن محمد بن عبيد الله                                                                                              | (فترة الحكم) 365هـ/975م - 386هـ/996م المدة: 21 سنةً (العمر) 344هـ - 386هـ السن عند تولي الحكم: 21 سنةً السن عند الوفاة: 42 سنةً                              | ولد بالمهدية في 14 محرم 344هـ، وولي العهد بمصر وبويع سنة 365هـ. جرى بينه وبين أفتكين والقرامطة ومن بعدهم قسام وبكجور وابن حمدان وقائع وحروب عديدة رجحت فيها كفة العزيز.:ج1ص236:299:ت:311:115:141:163 |
| 6                            | الحاكم بأمر الله             | أبو علي                      | منصور                        | ابن نزار بن معد بن إسماعيل بن محمد بن عبيد الله                                                                                      | (فترة الحكم) 386هـ/996م - 411هـ/1020م المدة: 25 سنةً (العمر) 375هـ - 411هـ السن عند تولي الحكم: 11 سنةً السن عند الوفاة: 36 سنةً                             | ولد في 23 ربيع الأول 375هـ. استغل ابن عمار ومن بعده برجوان صغر سنه عند تولي الحكم وسيطروا على شؤون الدولة، فلما اشتد عوده دبر الحاكم لمقتلهما وسيطر على مقاليد الحكم. اشتهر بجوده بالمال ورد مظالم الناس بنفسه وحب العلماء، وفي نفس الوقت كان مسرفاً في القتل لأهون الأسباب حتى وإن كان المذنب من الوزراء والأعيان. أمر بمنع أكل الملوخية والجرجير والمتوكلية، وأن لا يعجن الخبز بالأرجل، وأن لا يباع سمك بغير قشر. خرج في ليلة كعادته فلم يعد، وقيل دبرت مقتله أخته ست الملك، وأرسلت إلى ولي عهده وابن عمه عبد الرحيم ابن إلياس تستدعيه على لسان الحاكم وقتلته وأخذت البيعة للظاهر ابن الحاكم، ثم قتلت جميع من اطلع على سرها، وكان بين غيبته وجلوس ولده الظاهر 43 يوماً.:ج2ص3:123:ت:311:115:141:163 |
| 7                            | الظاهر لإعزاز دين الله       | أبو الحسن                    | علي                          | ابن منصور بن نزار بن معد بن إسماعيل بن محمد بن عبيد الله                                                                             | (فترة الحكم) 411هـ/1020م - 427هـ/1035م المدة: 16 سنةً (العمر) 395هـ - 427هـ السن عند تولي الحكم: 16 سنةً السن عند الوفاة: 32 سنةً                            | ولد في 10 رمضان 395هـ. كان مشغولاً بملاذه ونزهه وسماع المغنى، أما أمور الدولة فكانت بيد عمته ست الملك، فلما ماتت سنة 415هـ استقل أبو القاسم علي بن أحمد الجرجرائي خادم ست الملك بالتدبير. أخذ البيعة لابنه المستنصر سنة 421هـ وعمره ثمانية أشهر.:ج2ص134:183:ت:311:115:141:163 |
| 8                            | المستنصر بالله               | أبو تميم                     | معد                          | ابن علي بن منصور بن نزار بن معد بن إسماعيل بن محمد بن عبيد الله                                                                      | (فترة الحكم) 427هـ/1035م - 487هـ/1094م المدة: 60 سنةً (العمر) 420هـ - 487هـ السن عند تولي الحكم: 7 سنواتٍ السن عند الوفاة: 67 سنةً                           | ولد في 16 جمادى الأولى 420هـ. وصل نفوذه في فترة ازدهار حكمه إلى بغداد عاصمة الخلافة العباسية، وخطب باسمه على منابرها، ثم انحسر سلطانه فلم يبق بيده سوى مصر. بعد موت الجرجرائي أول وأقوى وزراءه، قويت شوكة أم المستنصر وتحكمت بالدولة، وكانت جارية سوداء استكثرت من العبيد السود وجعلتهم طائفة لها حتى أوقعت الفتنة بين العبيد والأتراك الذين كانت تكرههم، فنشبت حروب عديدة بين الطائفتين كان للأتراك فيها الغلبة، فقويت شوكتهم واستبدوا بالأموال بقيادة ناصر الدولة ابن حمدان، وانقسم الجند فرقتين فرقة مع الخليفة وفرقة عليه، فحارب المستنصر ابن حمدان بنفسه ومعه الجند والعامة فانكسر ابن حمدان وتوارى بالوجه البحري. في عهده وقعت الشدة العظمى لقصور مد النيل ومحاربة الجند بعضهم بعضاً ووقوع الوباء، فعم الغلاء واشتد الجوع بالناس حتى أكلوا الجيفة والميتات والكلاب والقطط ثم تزايد الحال حتى أكل الناس بعضهم بعضاً، وألقى الناس موتاهم في النيل بغير أكفان، وصار المستنصر يجلس على الحصير ويتصدق عليه بالطعام، وتعطلت دواوينه وذهب وقاره، ومات نساء قصوره جوعاً، واستمرت الشدة مدة سبع سنين، ثم أخذ البلاء ينجلي إلى أن قدم بدر الدين الجمالي. خلال ذلك عظم شأن ابن حمدان بالوجه البحري وقطع خطبة المستنصر هناك، فلما وقعت الشدة العظمى دخل إلى مصر واستبد بأمر الدولة، ورق لحال المستنصر وكف عنه لما زالت عنه أبهة الخلافة، وقبض على أم المستنصر وعاقبها، فلما استفحل أمره وهم بإزالة دولة الفاطميين بادر إليه قادة الأتراك بقيادة إلدكز ويلدكوز وقتلوه في داره، وتتبعوا أعوانه بالقتل حتى لم يبق منهم في ديار مصر أحد، بعدها تشدد الأتراك بقيادة إلدكز ويلدكوز ومعهما الوزير بن كدينة وناكدا المستنصر فكتب إلى بدر الدين الجمالي بعكا يستدعيه لنجدته ويعده بتملك البلاد، فاشترط عليه أن يقدم بعساكره ولا يبقي أحداً من عساكر مصر، فأجابه المستنصر إلى ذلك، فلما نزل بسواحل مصر أرسل إلى المستنصر بالقبض على يلدكوز ففعل، ودخل بدر القاهرة فتلقاه أهل الدولة وبالغوا في إكرامه، فخدعهم بإظهار المحبة والتملق والإعراض عن المستنصر والتآنس مع الأمراء في المأكل والمشرب واللذات، وكان قد أوعز إلى عسكره بالدخول إلى القاهرة وحداناً ورجالاً خفية، حتى تكامل منهم تسعمائة، فلما انقضت أيام ضيافة أمراء الدولة له، استدعى الأمراء ومقدميها في صنيع أعد لهم، فمضوا إليه وقضوا نهارهم في أطيب عيش، في حين رتب الجمالي مع غلمانه أن يقتل كل واحد منهم أميراً من الأمراء، ويصير إليه جميع ما بيده، فلما سكر الأمراء تسلمهم الغلمان بالقتل، فلم يصبح الصباح إلا ورؤوس الجميع بين يدي بدر، وقد استولى رجاله على دور الأمراء وما في أيديهم، وأخذ في تتبع الأتراك حتى لم يدع منهم أحدا، فقويت شوكته وعظم أمره وشمر عن ساعد الاجتهاد، والتقط المفسدين بالقتل حتى الوزراء فلم يبق على أحد منهم، وخلع عليه المستنصر بالوزارة فصار جميع أهل الدولة في حكمه، وألقى إليه المستنصر مقاليد الحكم وأمور الخلافة فضبطها أحسن ضبط، وسار إلى الوجه البحري ودمياط والإسكندرية فقتل المفسدين وأصلح الثغور، وأخمد ثورات الصعيد وأسوان، وهزم جيش أطسز صاحب دمشق حين أراد غزو مصر وإزالة الدولة الفاطمية منها كما فعل بالشام، فرده بدر منكسراً، واستغنى أهل مصر في أيامه، وبنى سور القاهرة، واستناب بدر ولده الأفضل شاهنشاه وجعله ولي عهده، فلما مات بدر كانت مدة حكمه إحدى وعشرون سنة، ووزر ابنه الأفضل من بعده في أيام المستنصر.:ج2ص184:334:ت:311:115:141 :163:73:80:82:94 |
| 9                            | المستعلي بالله               | أبو القاسم                   | أحمد                         | ابن معد بن علي بن منصور بن نزار بن معد بن إسماعيل بن محمد بن عبيد الله                                                               | (فترة الحكم) 487هـ/1094م - 495هـ/1101م المدة: 8 سنواتٍ (العمر) 468هـ - 495هـ السن عند تولي الحكم: 19 سنةً السن عند الوفاة: 27 سنةً                           | ولد في 18 محرم وقيل 20 محرم 468هـ. أجلسه الأفضل بن بدر الدين الجمالي على تخت الخلافة بعد وفاة أبيه وكان أصغر إخوته (نزار وعبد الله وإسماعيل) وطلب منهم مبايعته فرفضوا في بادئ الأمر ثم بايع عبد الله وإسماعيل بعدما أخذ الأفضل البيعة على مقدمي الدولة وأمراؤها ورؤسائها وأعيانها، أما نزار أكبر أبناء المستنصر فلم يبايع وفر إلى الإسكندرية، وكان الأفضل قد دبر لتنصيب أحمد المستعلي بالله لمنع نزار من الوصول لكرسي الخلافة لخلافات قديمة بينهما، واختار أحمد لصغر سنه ومأمن جانبه. تحصن نزار بالإسكندرية بمساعدة واليها أفتكين التركي وأخذ البيعة لنفسه، فهم إليه الأفضل لمحاربته فوقعت بينهما عدة معارك بظاهر الإسكندرية انكسر فيها الأفضل وعاد للقاهرة، وتجهز مرة أخرى وعاد للإسكندرية فحاصرها ونصب عليها المجانيق ومنع عنها الميرة حتى أرسل إليه نزار وأفتكين بطلب الأمان فأمنهما وسير بهما إلى مصر، فسلم نزار إلى أهل قصر المستعلي فبنوا عليه حائطاً ومات، وقتل أفتكين بعد قدوم الأفضل إلى مصر. في أيام المستعلي افترقت الإسماعيلية فصاروا فرقتين، فرقة النزارية التي تعتقد في إمامة نزار وولده من بعده، وفرقة المستعلية التي تعتقد في إمامة المستعلي وولده من بعده، ولم يكن للمستعلي سيرة تذكر فقد كان الحكم والملك وتدبير أمور الدولة بيد الوزير الأفضل. وقيل أن المستعلي مات مسموماً وقيل بل قتل سراً.:ج3ص11:28:ت:311:115:141:163 |
| 10                           | الآمر بأحكام الله            | أبو علي                      | منصور                        | ابن أحمد بن معد بن علي بن منصور بن نزار بن معد بن إسماعيل بن محمد بن عبيد الله                                                       | (فترة الحكم) 495هـ/1101م - 524هـ/1130م المدة: 29 سنةً (العمر) 490هـ - 524هـ السن عند تولي الحكم: 5 سنواتٍ السن عند الوفاة: 34 سنةً                           | ولد في 13 محرم 490هـ. نصبه الأفضل شاهنشاه يوم وفاة أبيه المستعلي، ولم يكن له من الأمر شئ سوى اسم الخلافة، بينما كانت أمور الحكم بيد الأفضل. استكمل الأفضل في عهده قتال الفرنج. حيكت في عهده المؤامرات لقتل الأفضل أكثر من مرة إلى أن نجحت إحداها وكانت الثالثة، فقتل الأفضل وعمره 57 سنة وله في الحكم 28 عاماً، وسجن الخليفة أول الأفضل بخزانة البنود لما علم بتدبيرهم للثورة في طلب الوزارة لأخيهم الأكبر، وقيل أن الخليفة هو من دبر لقتله واستوزر من بعده المأمون محمد بن فاتك البطائحي الذي اتهم أيضاً بالتآمر مع الخليفة لقتل الأفضل واتهم كذلك بقتل أولاد الأفضل جميعهم إلا واحداً وهو أبى علي أحمد بن الأفضل، حيث استضعفه فأبقى عليه، وقتل كذلك أولاد أخوي الأفضل الأوحد والمظفر. مشت في أيام المأمون أحوال البلاد وساس الرعايا والأجناد وأحسن سياسته، حتى سجنه الخليفة ثم قتله، وبقي من بعده بدون وزير، وباشر أمور الحكم بنفسه حتى قتلته جماعة من فرقة النزارية، وكان قد جعل ولاية عهده لابنه أبا القاسم الطيب إلا أنه لم يستخلف بعد مقتل أبيه.:ج3ص29:133:ت:311:115:141:163 |
| 11                           | الحافظ لدين الله             | أبو ميمون                    | عبد المجيد                   | ابن الأمير محمد بن الخليفة المستنصر بالله معد بن علي بن منصور بن نزار بن معد بن إسماعيل بن محمد بن عبيد الله                         | (فترة الحكم) 524هـ/1130م - 544هـ/1149م المدة: 20 سنةً (العمر) 467هـ - 544هـ السن عند تولي الحكم: 57 سنةً السن عند الوفاة: 77 سنةً                            | ولد بعسقلان في محرم 467هـ وقيل سنة 468هـ. وكان أبوه أبا القاسم محمد ابن المستنصر قد خرج إلى عسقلان أيام الشدة العظمى، والحافظ بذلك هو ابن عم الخليفة الآمر بأحكام الله، فلما قتل الآمر عمد كبار غلمانه العادل بزغش وهزار الملك جوامرد إلى الأمير عبد المجيد وكان أكبر أقارب الخليفة سناً، وأبلغوه بوصية الآمر بالخلافة لابن له لا زال في بطن أمه، وأن كفالته له، فجلس عبد المجيد كفيلاً، ونصب هزار الملك وزيراً، فشق ذلك على بزغش فكاد له، وحرض الجند على إقامة أبى علي أحمد بن الأفضل شاهنشاه وزيراً، فوقفوا بين القصرين وثاروا طالبين بوزارته وتسليم هزار الملك، فلما اشتد الأمر أجابهم الحافظ ووزره، وخلع هزار الملك ثم قتله وألقى رأسه إلى الجند فسكنوا، وكان أول ما بدأ به أبى علي أن أكرم بزغش وسجن الحافظ وأراد أن يخلعه ويقتله ثأراً لما فعله الآمر بأبيه وإخوته فلم يقدر واكتفى بسجنه. التفت الإمامية على أبى علي فأظهر المذهب الإمامي وخطب للقائم المنتظر، فنفرت قلوب أهل الدولة منه، وتحالفت جماعة منهم بزعامة السعيد أبى الفتح يانس الأرمني على قتله ففعلوا، وأخرجوا الحافظ من سجنه وأجلسوه على منصة الخلافة، وأخذ له العهد للمرة الثانية على أنه ولي عهد كفيل لمن لم يذكر اسمه، فخلع الحافظ على يانس بالوزارة، فصلحت الأحوال واستقر الأمر للحافظ، ولما قويت شوكة يانس، ثقل ذلك على الحافظ، وصار كل منهما يدبر للآخر، ويقال أن الحافظ دس له السم في ماء المستراح، ثم زاره وأطال الجلوس عنده حتى سقطت أمعاؤه ومات، ولم يستوزر الحافظ أحداً من بعده مدة. لما ولد ابن الآمر ستر عن الحافظ أمره، وأخرجته أمه من القصر في قفة حتى لا يقتل، وخفي أمره عن الحافظ حتى كبر وسماه الصبيان قفيفة، ووشي به فأخذ وقتل، وتمكن الحافظ فقرئ سجل بإمامته. عهد الحافظ إلى ولده سليمان ليسد مكان الوزير، فلما مات جعل ابنه حيدرة ولي عهده، فشق ذلك على أخيه حسن حتى وقعت الفتنة بين الطائفة الجيوشية والطائفة الريحانية قتل فيها من الجند الكثير، واستفحل أمر حسن حتى عهد إليه أبوه بولاية عهده ليتلافى مواجهته وينصلح، فلم يزده ذلك إلا شراً، وزادت العداوة بينه وبين الجند فعزموا على خلعه وأبيه، ووقفوا بين القصرين، وعجز حسن عن مقاومتهم لكثرتهم ففر إلى أبيه، فقبض عليه وقيده وأرسل إلى الأمراء يخبرهم بذلك لينفضوا، فأبوا إلا قتل حسن، وحاول الحافظ استمالتهم فلم ينجح، وألجأته الضرورة إلى قتل ابنه حسن على يد طبيبه ابن قرفه بشراب أكره حسن على شربه فمات وسكنت الدهماء بعدما تأكدوا من موته، فقبض الحافظ بعدها على ابن قرفه وقتله. بعد تلك الأحداث استوزر الحافظ بهرام الأرمني النصراني، ونعت بسيف الإسلام وهو نصراني فشق ذلك على الناس، إلا أنه كان عاقلاً حسن التدبير فأحسن السيرة وساس الرعية واستقامت له الأحوال وهدأت الفتن. استكثر بهرام من إحضار أقاربه وإخوته وقومه من بلاد الأرمن حتى كثرت استطالتهم واشتد جورهم، وعظم على الأمراء ما نزل بالمسلمين، فبعثوا إلى أبى الفتح رضوان بن ولخشي يشكون إليه ذلك، فحث الناس على قتال بهرام وشيعته الأرمن، فأبى بهرام تحريض قومه على قتاله وخرج بعسكر مصر لقتال رضوان، إلا أن العسكر تقاعسوا عنه وانضموا إلى رضوان، فعاد بهرام إلى القاهرة وخرج بقومه تجاه بلاد الصعيد، ودخل رضوان القاهرة ووقف بين القصرين فخلع عليه بالوزارة، ثم هم رضوان بخلع الحافظ، فدبر له الحافظ حتى قتله وسكتت الفتنة، ولم يستوزر الخليفة أحداً من بعده، واستقدم بهرام من الصعيد ليشاوره في تدبير أمور الدولة لما كان يعجبه منه من حزمه وعقله حتى مات بالقصر وسار الخليفة في جنازته ومعه أعيان الدولة. في أواخر أيام الحافظ وقعت فتنة أخرى بين الجيوشية والريحانية، وهم العسكر بخلع الحافظ من الخلافة لكنه مات بقصره إثر مرض ألم به.:ج3ص135:192:ت:311:115:141:163 |
| 12                           | الظافر بأمر الله             | أبو منصور                    | إسماعيل                      | ابن عبد المجيد بن محمد بن معد بن علي بن منصور بن نزار بن معد بن إسماعيل بن محمد بن عبيد الله                                         | (فترة الحكم) 544هـ/1149م - 549هـ/1154م المدة: 5 سنواتٍ (العمر) 527هـ - 549هـ السن عند تولي الحكم: 17 سنةً السن عند الوفاة: 22 سنةً                           | ولد في 15 ربيع الآخر 527هـ. وبويع بوصية له من أبيه بالخلافة وكان أصغر إخوته. استوزر نجم الدين أبى الفتح سليم بن محمد بن مصال بوصية من أبيه له بذلك، فلم يرض والي الإسكندرية علي بن إسحاق بن السلار بذلك، واتفق مع ربيبه والي الغربية عباس بن تميم على القيام وإزالة ابن مصال، وسار ابن السلار إلى القاهرة فخرج منها ابن مصال واتجه إلى الصعيد، فوقف ابن السلار على القصر وخلع عليه بالوزارة وفي نفس الخليفة نفور منه وفي نفس ابن السلار حقد على الخليفة لميله لابن مصال. تقاتلت عساكر ابن السلار بقيادة عباس بن تميم وطلائع بن رزيك مع من جمع ابن مصال من مؤيديه في عدة مواقع حتى قتل ابن مصال، ولما بلغ ابن السلار أن غلمان الخليفة يدبروا لقلته، أغلق القاهرة والقصور وأحاط بهم وقتلهم. أنفذ ابن السلار العسكر من القاهرة لحفظ ثغر عسقلان من الفرنج بقيادة عباس بن تميم، فلام عليه عباس ذلك كونه أبعده عن لذاته بمصر ودبر مع ابنه نصر بإيعاز من أسامة بن منقذ على قتل ابن السلار بالتواطؤ مع الخليفة، ووكلوا إلى نصر ذلك ففعل، وعاد عباس إلى القاهرة وخلع عليه بالوزارة. لما علم الأمراء بأن أسامة هو من حسن لعباس قتل ابن السلار تحدثوا بقتله مع الخليفة، فبلغ أسامة ذلك وبادر إلى عباس وبالغ له في قصة حول علاقة الخليفة بابنه نصر وأنه يفعل به ما يفعل بالنساء، فشق على عباس ذلك ولام ابنه وأمره بإزالة التهمة عنه بقتل الخليفة ففعل.:ج3ص193:210:ت:311:115:141:163 |
| 13                           | الفائز بنصر الله             | أبو القاسم                   | عيسى                         | ابن إسماعيل بن عبد المجيد بن محمد بن معد بن علي بن منصور بن نزار بن معد بن إسماعيل بن محمد بن عبيد الله                              | (فترة الحكم) 549هـ/1154م - 555هـ/1160م المدة: 6 سنواتٍ (العمر) 544هـ - 555هـ السن عند تولي الحكم: 5 سنواتٍ السن عند الوفاة: 11 سنةً                          | ولد في 11 محرم 544هـ. لما قتل أبيه الظافر على يد نصر بن الوزير عباس، اتهم عباس أخويه يوسف وجبريل وابن عم لهما يدعى صالح بن حسن بن عبد المجيد بقتل الخليفة بالباطل وقتل الثلاثة ونصب الفائز خليفة. انقلب الأمراء والأجناد وأهل القصر على عباس لما فعله وأرسلوا إلى طلائع بن رزيك يستنجدونه فأجابهم، وتوجه بعسكره إلى القاهرة، وتحالف مع زوج ابنة عباس حسين بن أبي الهيجاء، وتفرق الناس عن عباس واتجهوا إلى طلائع، ففر عباس وابنه نصر وأسامة بن منقذ ودخل طلائع القاهرة فخلع عليه بالوزارة ولقب بالملك الصالح وكانت تلك أول واقعة يلقب فيها الوزير بالملك. أما عباس فتوجه إلى الشام، فأرسلت أخت الظافر إلى الفرنج بعسقلان تخبرهم بنبئه وتبذل لهم الأموال في الخروج إليه، فخرجوا إليه وقتلوه واستولوا على ما كان معه وأسروا ابنه نصر وأرسلوه إلى القاهرة فقتل وصلب على باب زويلة، وفر أسامة بن منقذ. وكان للصالح طلائع مع الفرنج أحداث ووقائع عدة هزمهم فيها، وتحالف مع الملك العادل نور الدين محمود بن زنكي حاكم دمشق عليهم. كذلك رد الثائرين من الأمراء وانتصر عليهم.:ج3ص211:239:ت:311:115:141:163 |
| 14                           | العاضد لدين الله             | أبو محمد                     | عبد الله                     | ابن الأمير يوسف بن الخليفة الحافظ لدين الله عبد المجيد بن محمد بن معد بن علي بن منصور بن نزار بن معد بن إسماعيل بن محمد بن عبيد الله | (فترة الحكم) 555هـ/1160م - 567هـ/1171م المدة: 12 سنةً (العمر) 546هـ - 567هـ السن عند تولي الحكم: 9 سنواتٍ السن عند الوفاة: 21 سنةً                           | ولد في 20 محرم 546هـ. لما مات الفائز لم يكن له ولي عهد، فاختار الصالح طلائع من القصر الأمير عبد الله بن يوسف بن الخليفة الحافظ لصغر سنه كي يستبد بالأمر من دونه، فاستولى الوزير على الدولة وأساء السيرة باحتكار الغلات وقتل الأمراء، وزوج الخليفة من ابنته. قتل الصالح طلائع بتدبير السيدة العمة ست القصور أخت الخليفة الظافر الصغرى، فقتلها بعد موته ابنه المنصور، وخلع من بعده على ابنه أبو شجاع رزيك بن الصالح طلائع بالوزارة بوصية من والده، وجعل من حسين بن أبى الهيجاء مدبر أمره. ولما اشتد ظلم مماليك الصالح طلائع وطغوا في أيام ابنه رزيك، ضج منهم الناس، ووافق ذلك عزل رزيك لشاور بن مجير السعدي والي قوص، فأعلن العصيان وخرج يريد القاهرة فاجتمع إليه الناس وصار إليه كبار الأمراء، وفر حسين بن أبي الهيجاء، فلم يثبت رزيك وخرج من القاهرة إلى أطفيح، ودخل شاور القاهرة وخلع عليه بالوزارة، ثم قبض على رزيك وقتله طي بن شاور على خلاف ما أراد أبيه. ثار ضرغام بن عامر بن ساور وهو من كبار المقدمين لمقتل رزيك، فوقعت بينه وبين شاور وقعة قتل فيها طي بن شاور، وفر شاور من القاهرة يريد الشام، فنزل عند العادل نور الدين محمود بن زنكي صاحب دمشق، وفي القاهرة خلع على ضرغام بالوزارة. عرض شاور على نور الدين أن يرسل معه العساكر إلى مصر ليعود إلى منصبه ويكون لنور الدين ثلث دخل البلاد، ويكون معه من أمراء الشام من يقيم معه في مصر ليتصرف بأوامر نور الدين واختياره، أجاب نور الدين طلب شاور واستدعى الأمير أسد الدين شيركوه بن شاذي بن مروان لأداء تلك المهمة، وتوجهت العساكر الشامية إلى مصر، ووقعت بينهم وبين عساكر ضرغام مواجهات انتهت بتفرق الناس عن ضرغام وهروب أمراؤه، ودخول شيركوه وشاور القاهرة، ولما أهم ضرغام بالخروج منها لحقه غلمان شاور وقتلوه، وخلع الخليفة على شاور بالوزارة. بعدها أرسل شيركوه إلى شاور بأن ينجز ما وعد به نور الدين، فأرسل إليه شاور ثلاثين ألف دينار وكتاب يخبره بالرحيل، فأرسل إليه شيركوه بأن هذا يخالف ما اتفق عليه مع نور الدين، بأن يقيم شيركوه بالقاهرة ويكون له ثلث دخل البلاد والثلث لشاور والعسكر والثلث للخليفة، أنكر شاور ذلك وقال إنما طلبت نجدة وإذا انقضى عملها انصرفت، فرفض شيركوه الرحيل إلا بأمر نور الدين، استعد الطرفان للقتال فوقعت بينهما مواجهات انكسر فيها شاور وانهزم أمام شيركوه بمساعدة ابن أخيه صلاح الدين يوسف، تحصن شاور بالقاهرة وأرسل إلى الفرنج يستنجدهم فطمعوا في ملك مصر، وقدموا وحاصروا شيركوه، فأغار نور الدين على بلادهم، فصالحوا شيركوه على أن يترك ما بيده لشاور، فأجاب لذلك، وعاد إلى دمشق ليضعف أمر عساكر الفاطميين عند نور الدين ويحرضه على قصدهم، فجهزه نور الدين بجيش قوي لقصد ديار مصر، وصل إلى شاور نبأه فتحالف مع الفرنج عليه، ودارت بين الطرفين مواجهات شارك فيها صلاح الدين يوسف بدور بارز، انتهت بتقرير الصلح بين شيركوه وشاور والفرنج، وأن يعود كل منهم إلى بلاده، واستقر الأمر بين شاور والفرنج أن يكون لهم بالقاهرة جند، وأن تكون أسوارها بيد فرسانهم ليمتنع نور الدين عن إرسال العسكر إليها، على أن يكون لهم من دخل مصر كل سنة مائة ألف دينار، وكان ذلك دون علم الخليفة المغلوب على أمره، في نفس الوقت بعث شاور إلى نور الدين يصانعه بالأموال ليصرف عنه شيركوه فأجابه نور الدين إلى ذلك وأعطى شيركوه مدينة حمص زيادة على ما كان بيده، وأمره بترك ذكر مصر. أكثر شاور من سفك الدماء واشتد ظلم إخوته وغلمانه، وجرأ الفرنج على ديار مصر، فطمعوا لما تبين لهم ضعف الدولة، وسيروا الجموع قاصدين مصر. أرسل الخليفة العاضد إلى نور الدين يستنجده ويطلب المعونة ويحثه على إدراك المسلمين لما علم أن شاور يفضل أن يسلم البلد إلى الفرنج على أن يسلمها إلى نور الدين. وصل كتاب العاضد إلى نور الدين فانزعج لما حل بالمسلمين، وجهز شيركوه للخروج إلى مصر وتحت إمرته عدد من الأمراء كان منهم صلاح الدين يوسف الذي خرج إلى مصر تلك المرة مكرهاً، فكانت تلك من عجائب الدهر لأنه سيملك أمورها بعد حين. اتجه الفرنج إلى القاهرة فاضطرب حالها وماج الناس وتجهزوا لقتالهم، وحاصرها الفرنج وقاتل أهلها قتالاً شديداً، فأرسل شاور إليهم بالصلح وبذل المال، فبينما هم على ذلك حتى سمع الفرنج باقتراب شيركوه فانزعجوا لذلك ورحلوا عن القاهرة. خرج شاور لاستقبال شيركوه وأشار عليه باتباع الفرنج وقتالهم فاعتذر بسبب التعب ودخل القاهرة، ولما تماطل شاور بالوفاء اتفق صلاح الدين يوسف وعز الدين جرديك على قتله، فنصب له فخاً وقتل بأمر الخليفة، وخلع على شيركوه بالوزارة ولقب بالملك المنصور، فاستبد بأمور الدولة واستعمل أصحابه وثقاته، إلا أنه مع ذلك سلك مع العاضد مسلك الأدب حتى أعجب به ومال إليه. لما بلغ نور الدين في دمشق ما صار إليه شيركوه، كره ذلك وأرسل إلى العاضد بأن يرسله إليه فأبى. وكان صلاح الدين يوسف متولي التدبير عن عمه وصار إليه الأمر والنهي، فلما مات عمه خلع عليه بالوزارة ولقب بالملك الناصر، واستطاع صلاح الدين التقرب إلى الخليفة فأحبه وأدناه، ثم شرع في استمالة قلوب الناس وساس الأمور وأقبل على الجد. شق على نور الدين استيلاء صلاح الدين على السلطة في مصر، فأخذ إقطاعاته هو وعمه وتتبع أصحابهما وأبعد أهاليهم، وكتب إلى أمراؤه بمصر بمفارقته ليوهن أمره، في نفس الوقت ثقل على أهل الدولة والخليفة استبداد صلاح الدين بالأمور، فحاول خدام القصر الاستنجاد بالفرنج ففطن صلاح الدين لذلك وقتل صاحب الرسالة فثارت عليه طوائف الجند وتجمعوا بين القصرين، فوقع بين الطرفين قتال عظيم انتهى بانتصار صلاح الدين. تحرك الفرنج لغزو ديار مصر خوفاً من صلاح الدين الذي تمكن في مصر ونور الدين في الشام، فنزلوا على دمياط، فأرسل إليها صلاح الدين جنده، واستنجد بنور الدين، فجهز إليه العساكر، وخرج بنفسه إلى بلاد الفرنج وأغار على سواحلها، فرحل الفرنج عن دمياط خوفاً من نور الدين. أبطل صلاح الدين الأذان بحي على خير العمل محمد وعلي خير البشر، ثم أمر أن يذكر في الخطب الخلفاء الراشدون أبو بكر وعمر وعثمان ثم علي، وعمر مدرسة للشافعية، وعزل قضاء مصر من الشيعة وولاه للشافعية، وجهز العسكر لغزو الفرنج وشن عليهم الغارات، واتجه إلى أمراء جند الفاطميين، فأرسل أمراء جنده إلى دورهم للقبض عليهم وأخذ ما في أيديهم لأنفسهم، وأصبحت البلاد تدين له بالطاعة، ولم يبق للخليفة شئ حتى القصور قبض عليها وسلمها للطواشي بهاء الدين قراقوش، وصار الخليفة معتقلاً لديه، ثم أمر بتغيير شعار الفاطميين، وأبطل ذكر العاضد من الخطبة، وأقام الخطبة للخليفة العباسي أبى محمد الحسن المستضئ بأمر الله. مات الخليفة العاضد لمرض ألم به، فاعتنى به صلاح الدين وأمر بكف الألسنة عن التعرض له بسوء، ولم يرض صلاح الدين أن يقيم خليفة من بعده، وأخرج سائر من في القصر حتى خلا من ساكنه.:ج3ص241:334:ت:311:115:141:163 |

## معرض الصور

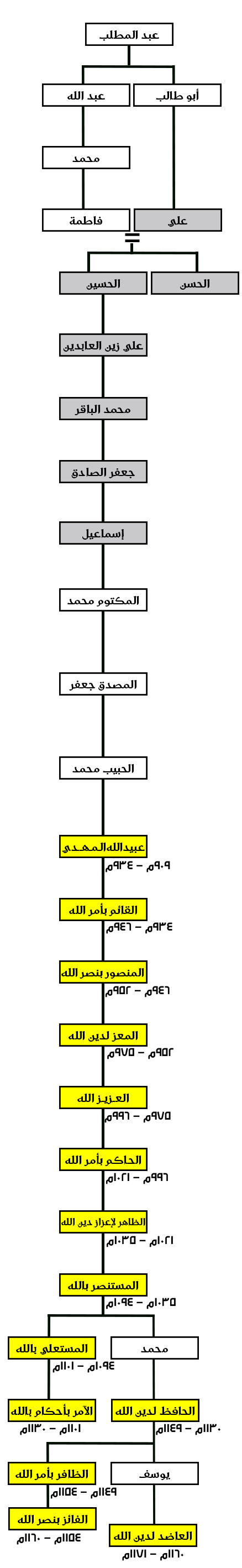
شجرة نسب الفاطميين بحسب ما هو شائع ومُتداول
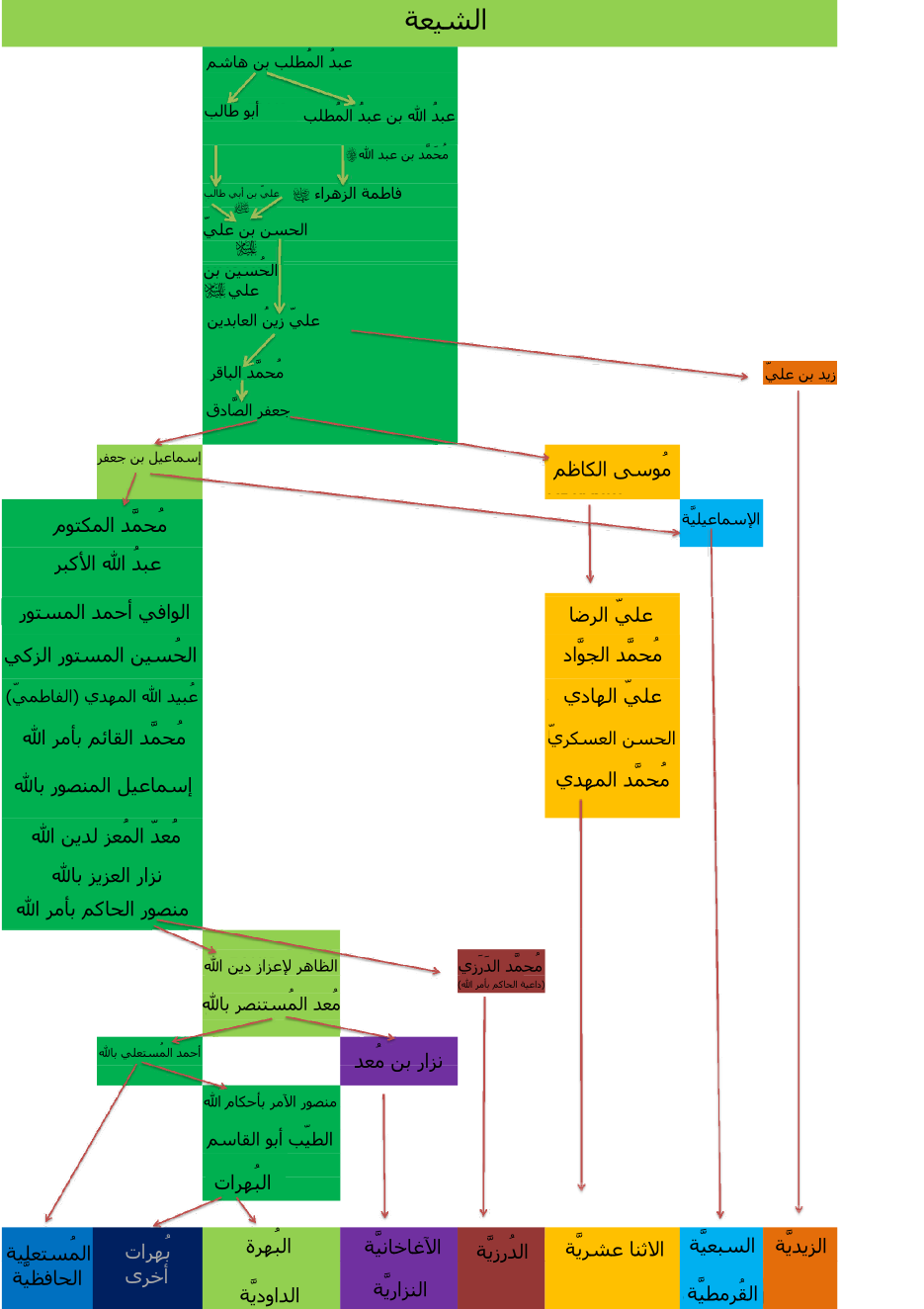
أئمة الشيعة والفرق المنحدرة منهم